# Coccus kosztarabi
Coccus kosztarabi är en insektsart som beskrevs av Avasthi och Shafee 1984. Coccus kosztarabi ingår i släktet Coccus och familjen skålsköldlöss. Inga underarter finns listade i Catalogue of Life.